# Пьер Безухов
Пётр (Пьер) Кири́ллович Безу́хов — центральный персонаж романа Льва Толстого «Война и мир».

## Пьер в романе
Внебрачный сын екатерининского вельможи, графа Кирилла Владимировича Безухова (его прототип — канцлер Российской империи граф Александр Безбородко) — одного из богатейших людей Российской империи.
Молодой Пьер Безухов возвращается в Россию из-за границы, где он получал образование, незадолго до начала событий «Войны и мира». В первых главах романа описывается вечер в салоне Анны Павловны Шерер, на котором Пьер впервые появляется в петербургском высшем обществе. Живёт он к этому времени у родственника своего отца, князя Курагина. Простота его манер и прямодушие вызывают нарекания у представителей высших столичных кругов. Лучший друг Пьера — другой центральный персонаж романа Андрей Болконский.
Вскоре Кирилл Безухов умирает. Перед смертью он оставляет завещание с письмом к императору Александру, в котором просит признать Пьера его законным сыном. По заслугам графа его просьба уважена государем, поэтому всё состояние переходит в руки Пьера. Он становится графом, кроме того, Пьер произведён в камер-юнкеры, имея, таким образом, придворный чин 5-го класса. Пьер становится одним из самых выгодных женихов России и вскоре женится на Елене Васильевне (Элен) Курагиной, которая допускает неверность в отношениях с мужем.
В начале 1806 года в петербургском доме Безухова поселился его старый собутыльник семёновский офицер Фёдор Долохов, который становится любовником Элен. За ужином в Английском клубе Долохов спровоцировал Пьера, и тот вызвал его на дуэль.
После дуэли, на которой Пьер чудом ранил противника, а сам остался цел, он разъезжается с неверной женой, а позже в духовных исканиях становится франкмасоном, но потом полностью разочаровывается в этой организации.
Пьер присутствует на поле битвы во время Бородинского сражения в нелепой белой шляпе; после оккупации Москвы остаётся в городе и решает, что должен стать убийцей Наполеона. Воплотить замысел ему не удаётся — он попадает в плен, где проводит 4 недели и знакомится с солдатом Платоном Каратаевым, в результате общения с которым постигает народное мироощущение.
В конце романа Пьер делает предложение Наташе Ростовой; в эпилоге они женаты и имеют четырёх детей. Безухов изображён счастливым отцом семейства; также говорится, что он нашёл свой смысл жизни в возможности помогать другим людям.

### Формирование персонажа
Персонаж, соответствующий Пьеру, присутствует в первоначальном замысле романа — повести о вернувшемся из Сибири декабристе Петре Ивановиче Лабазове.
Из набросков и ранних редакций романа видно, что Толстой сменил много имен своего героя, прежде чем «окрестить» его Пьером, — князь Кушнев, Аркадий Безухий, Пётр Иванович Медынский.
В отличие от многих других персонажей романа, точного прототипа Пьер не имеет. Отмечают его внутреннее сходство с самим писателем, а также с его более ранним персонажем — Дмитрием Нехлюдовым, который, в свою очередь, основан на друге молодости Дмитрии Алексеевиче Дьякове (1823—1891), крёстном дочери Толстого Татьяны, толстом и добром человеке. Однако в итоговом персонаже все эти черты очень сильно переработаны и изменены. Возможно, Пётр Андреевич Вяземский, свидетель Бородинского сражения, послужил Толстому одним из источников. Указывают и личность графа Матвея Александровича Дмитриева-Мамонова, сына другого екатерининского фаворита; богача, масона, обладателя высокого роста, вспыльчивого характера; вооружившего на собственные средства полк.

## Цитаты
Внешность:
...Массивный, толстый молодой человек с стриженою головой, в очках… Пьер был несколько больше других мужчин в комнате… Умный и вместе робкий, наблюдательный и естественный взгляд, отличавший его от всех в этой гостиной… Улыбка у него была не такая, какая у других людей, сливающаяся с неулыбкой. У него, напротив, когда приходила улыбка, то вдруг, мгновенно исчезало серьёзное и даже несколько угрюмое лицо и являлось другое — детское, доброе, даже глуповатое и как бы просящее прощения... Толстый, выше обыкновенного роста, широкий, с огромными красными руками, он, как говорится, не умел войти в салон и ещё менее умел из него выйти... Кроме того, он был рассеян... Но вся его рассеянность и неуменье войти в салон и говорить в нём выкупались выражением добродушия, простоты и скромности.

## В экранизациях
Страница персонажа на imdb
- В экранизации Кинга Видора роль Безухова исполнил Генри Фонда.
- В советском четырёхсерийном фильме Пьера воплотил на экране режиссёр картины Сергей Бондарчук. Принимая во внимание то, что в последнем томе романа Безухов является почти что главным персонажем, четвёртую серию фильма Бондарчук назвал его именем.
- В английской телеверсии «Войны и мира» (1972) Пьера играет Энтони Хопкинс.
- Немецкий актёр Александр Байер — исполнитель роли Пьера в телеверсии «Войны и мира» 2007 года (реж. Роберт Дорнхельм, совместное производство: Россия, Франция, Германия, Италия, Польша).
- В 2016 году вышла очередная английская телеверсия «Войны и мира (2016)», в которой Пьера сыграл Пол Дано.